# Musée d'Art contemporain de North Miami
Le musée d’Art contemporain de North Miami (en anglais : Museum of Contemporary Art, North Miami ; MoCA) est un musée d'art contemporain présentant des collections d'œuvres du XXe siècle. Ouvert en 1996, le bâtiment fut dessiné par l’architecte new-yorkais Charles Gwathmey.

## Sources
- (en) Cet article est partiellement ou en totalité issu de l’article de Wikipédia en anglais intitulé « Museum of Contemporary Art, North Miami » (voir la liste des auteurs).